# Nadodrzańskie Zakłady Przemysłu Lniarskiego „Odra” w Nowej Soli
Nadodrzańskie Zakłady Przemysłu Lniarskiego „Odra” w Nowej Soli – nieistniejąca fabryka nici działająca od XVI wieku w Nowej Soli. Została zamknięta latach 90. XX wieku.

## Historia
Warzelnia soli oraz rozwijająca się żegluga na Odrze spowodowały wzrost zapotrzebowania na przędzę lnianą, potrzebną do wyrobu odzieży, sieci rybackich, płótna żaglowego. W 1808 roku majstrem manufaktury został Johann Dawid Gruschwitz (1776–1848), który wkrótce ją wykupił i w 1816 roku założył własną wytwórnię nici. W 1845 roku zakupiono nową angielską maszynę parową, zakład ulegał ciągłej rozbudowie, wznoszono nowe budynki m.in. farbiarnię i nową przędzalnię. Syn założyciela fabryki, Alexander Gruschwitz (1819–1888) uruchomił większą i nowocześniejszą przędzalnię, a obok lnu zaczęto również używać konopi. Ulepszano produkcje, opierając się na doświadczeniach własnego laboratorium, które jak na owe czasy było dobrze wyposażone w sprzęt i aparaturę pomiarowo-badawczo-kontrolną. Dbając o pracowników założono zakładową kasę oszczędności, wybudowano robotnicze domy mieszkalne i jadłodajnię oraz ustanowiono zakładową kasę chorych. Również następca Alexandra Gruschwitza dbał o jakość wyrobów, które nie ustępowały angielskim.
Po II wojnie światowej zakład funkcjonował pod nazwą Państwowy Zakład Przemysłu Lniarskiego Nr 4 „Odra”. W 1946 założono zakładowy żłobek, przedszkole i stołówkę pracowniczą, wydawano gazetę zakładową „Odra”, otwarto bibliotekę, ambulatorium medyczne, dom kultury (gdzie w latach późniejszych działały sekcje baletowe, zespół pieśni i tańca „Słowianka”, zespoły muzyczne, satyryczne, fotograficzne i teatr poezji) również zaczął działać klub sportowy „Len” (organizowano sekcje siatkówki, lekkoatletyki, piłki nożnej, boksu, żeglarską). W latach 60. XX w. przystąpiono do modernizacji zakładów, prowadzono na szeroka skalę tzw. produkcję uboczną.
W 1973 nazwę zakładów zmieniono na Nowosolska Fabrykę Nici „Odra”. W latach 90. XX w. problemem stał się zbyt produktów, ponieważ odbiorcy zrywali umowy. Po blisko 50 latach istnienia Nowosolska Fabryka Nici „Odra” została zlikwidowana. Od 1996 roku kontynuatorem jej tradycji jest prywatna firma „Odra-Zbyt”, która zajmuje się produkcją nici technicznych i obuwniczych.

## Szkoła
Zarządzeniem Dyrektora Generalnego centralnego zarządu Przemysłu Włókienniczego w Łodzi powołano 7 maja 1946 roku Szkołę Przemysłową Nadodrzańskich Zakładów Przemysłu Lniarskiego typu średniego. Równocześnie powstała Zasadnicza Szkoła Włókiennicza. Szkoła Przemysłowa kształciła również osoby dorosłych na kursie przedmistrzowskim. W 1950 roku szkoła zmieniła nazwę na Technikum Przemysłowe Włókien Łykowych, a w 1956 roku otwarto Zasadniczą Szkołę Zawodową. Kształciła ona uczniów w następujących kierunkach: przędzalnictwo włókien łykowych, przędzalnictwo bawełny, krawiectwo miarowe damskie i męskie oraz bieliźniarstwo. W 1976 roku otrzymała imię Marii Dąbrowskiej. W latach 90. XX wieku po upadku Zakładów Odra szkoła przestała kształcić młodzież na kierunkach przędzalniczych. Funkcjonuje pod nazwą Zespół Szkół Ponadgimnazjalnych nr 2 w Nowej Soli.

## Budynki
Budynki fabryczne wznoszono na planie kwadratu, prostokąta lub wieloboku foremnego, w stylu neorenesansowym, zazwyczaj cztero- pięciokondygnacyjne. Prosta elewacja, okna i drzwi prostokątne, bez dodatkowych ozdób, jedynie miejscami pilastry przerywały ich jednostajny rytm. Gzyms kordonowy poziomy oddzielał ostatnią kondygnację, która zakończona była gzymsem wieńczącym, miejscami dodatkowo attyką. W fabryce zajmującej 20 ha terenu znajduje się wieża w narożniku jednego z budynków, na której widoczny był z każdej strony zegar, a latach świetności fabryki znajdował się napis „Gruschwitz”. Na terenie fabryki pomiędzy halami produkcyjnymi znajdują się zabudowane przejścia nadziemne, zdobiona płycinami i delikatnymi ozdobnymi obramowaniami okien. Starsze budynki fabryki posiadają otwory okienne z łukami pełnymi i odcinkowymi. Każda kondygnacja odcięta jest gzymsem. W architekturze budynków nieprodukcyjnych, będących w bezpośrednim sąsiedztwie zakładów przemysłowych, zastosowano wczesnorenesansowe formy włoskie z wykorzystaniem klasycznego antyku. Umieszczony nad drzwiami fronton z gładkim tympanonem „wsparty” na dwóch pilastrach zdobi wejście do budynku, otwory okienne z krzyżownicą zdobione nadokiennikiem. Budynek zakończony dekoracyjnym gzymsem wieńczącym. Budynki fabryczne większości były proste w architekturze, gdyż przeznaczone były do prowadzenia produkcji przemysłowej.
We wrześniu 2016 roku ruszyła rozbiórka części budynków wchodzących w skład ruin fabryki nici – przędzalni lnu i przędzalni bawełny oraz dwóch kominów fabrycznych. Był to pierwszy krok do rewitalizacji pofabrycznego terenu. Trzy lata później rozebrano wieżę ciśnień, która w pierwszej wersji miała zostać wyremontowana.

## Rewitalizacja
W październiku 2019 roku prezydent Nowej Soli Wadim Tyszkiewicz podpisał decyzję o rewitalizacji tego terenu. Projekt przewiduje odbudowę wieży, przebudowę Parku Odra, budowę muszli koncertowej i fontanny. Na ten cel pozyskano 14 mln złotych z Unii Europejskiej. Prace ruszyły w lutym 2020 roku, gdy rozpoczęto odbudowę wieży.

## Galeria

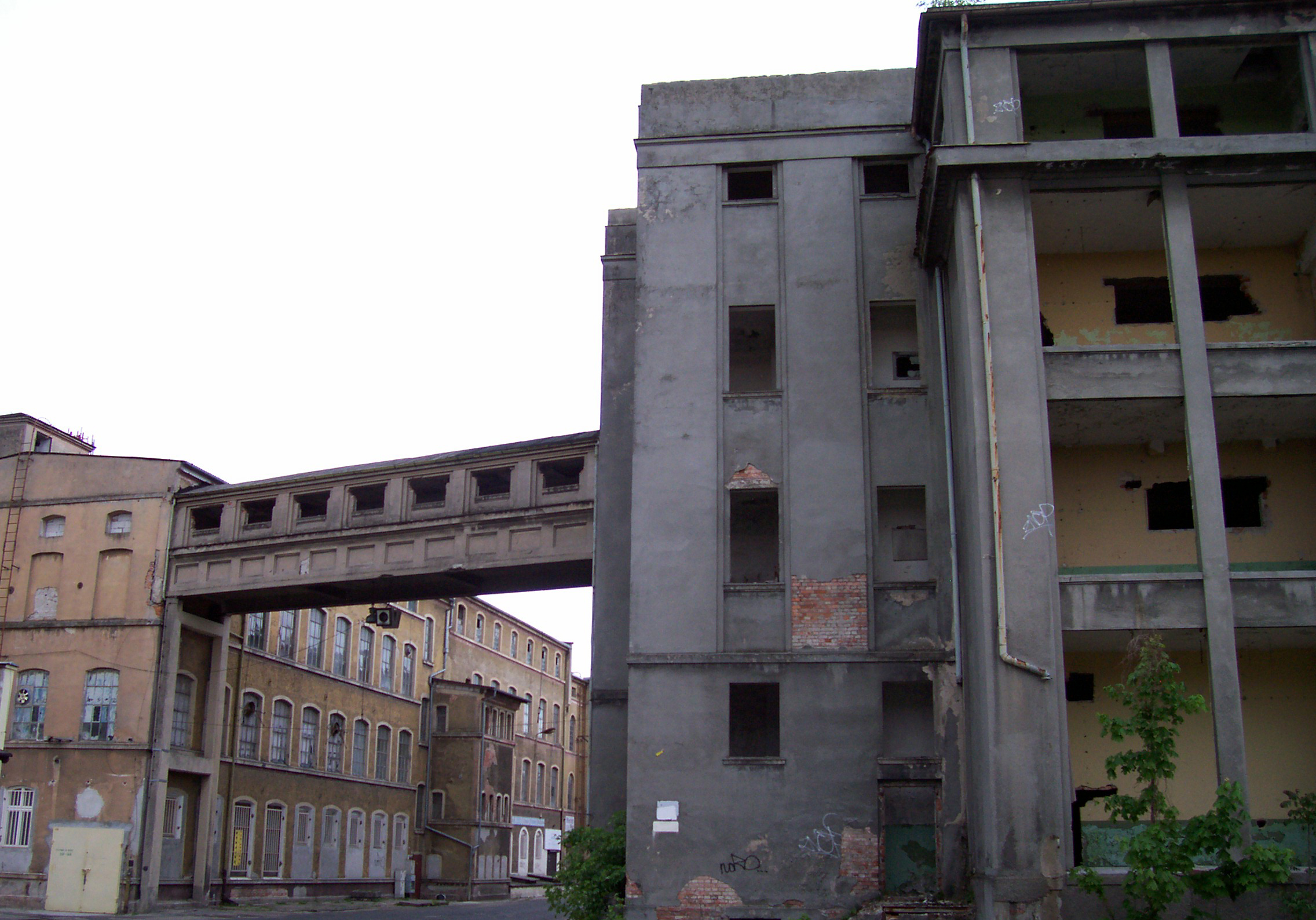
Nowosolska Fabryka Nici
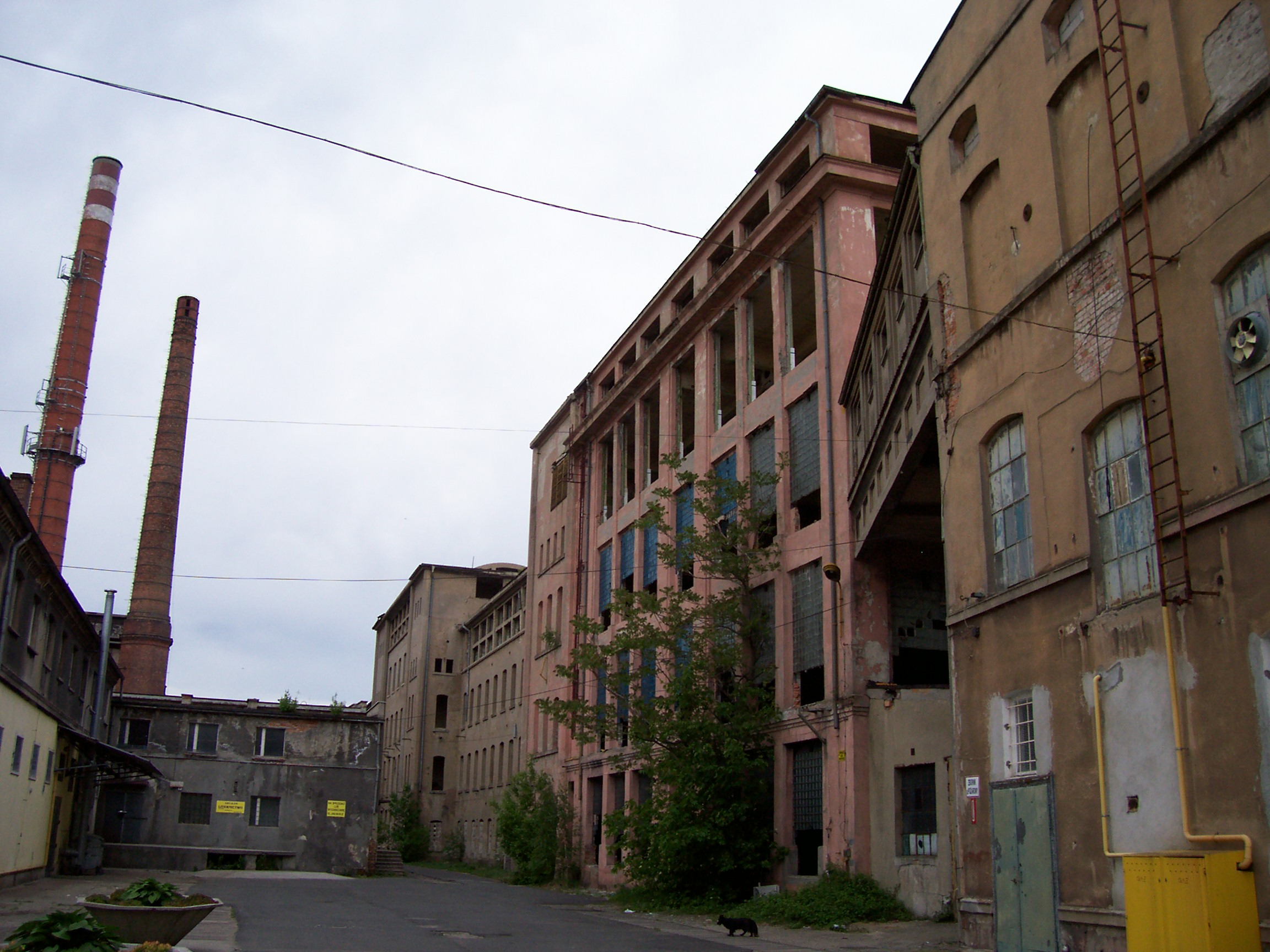
Fabryka nici
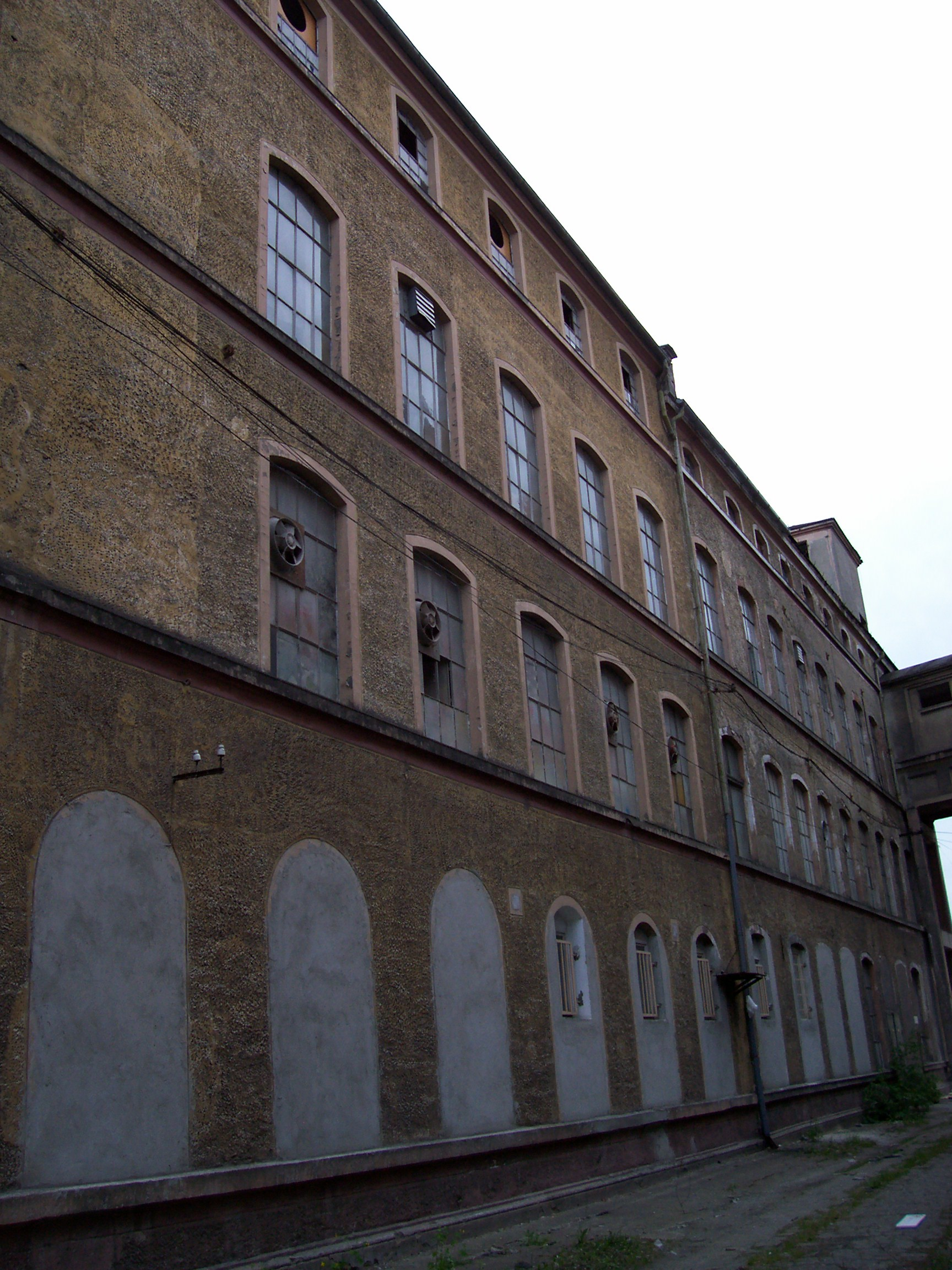
Budynki fabryczne
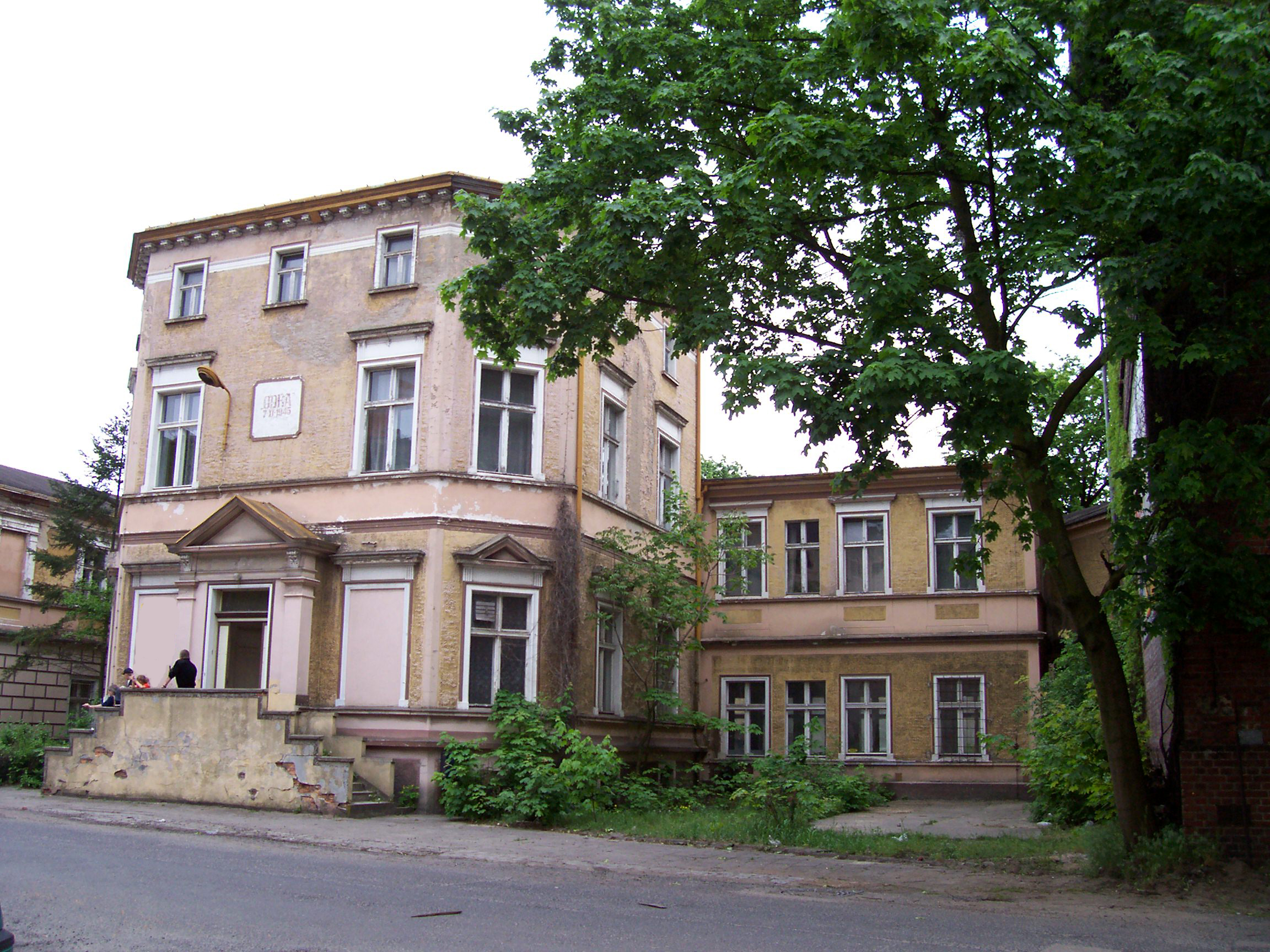
Budynki fabryki
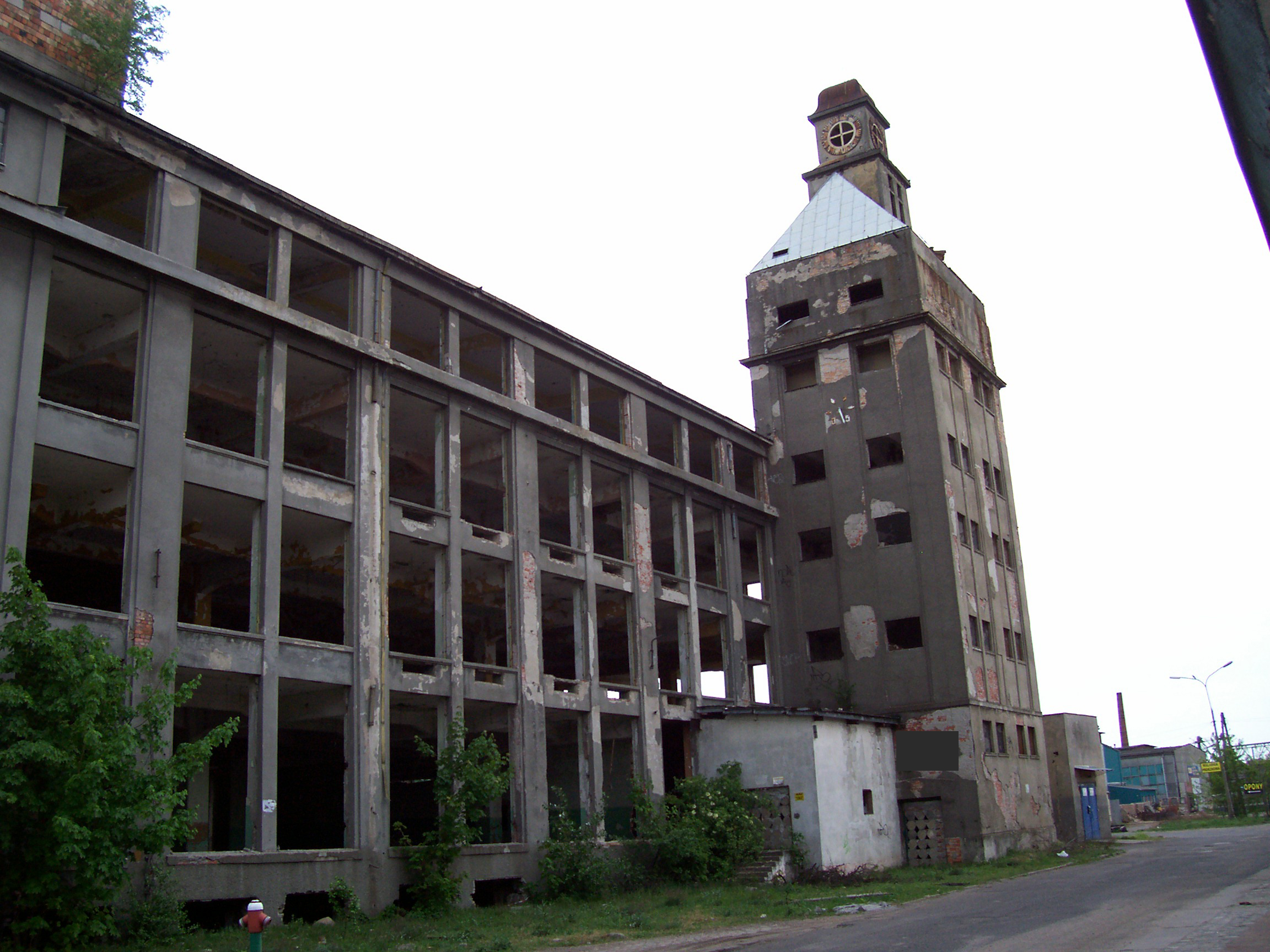
Nowosolska „Odra”
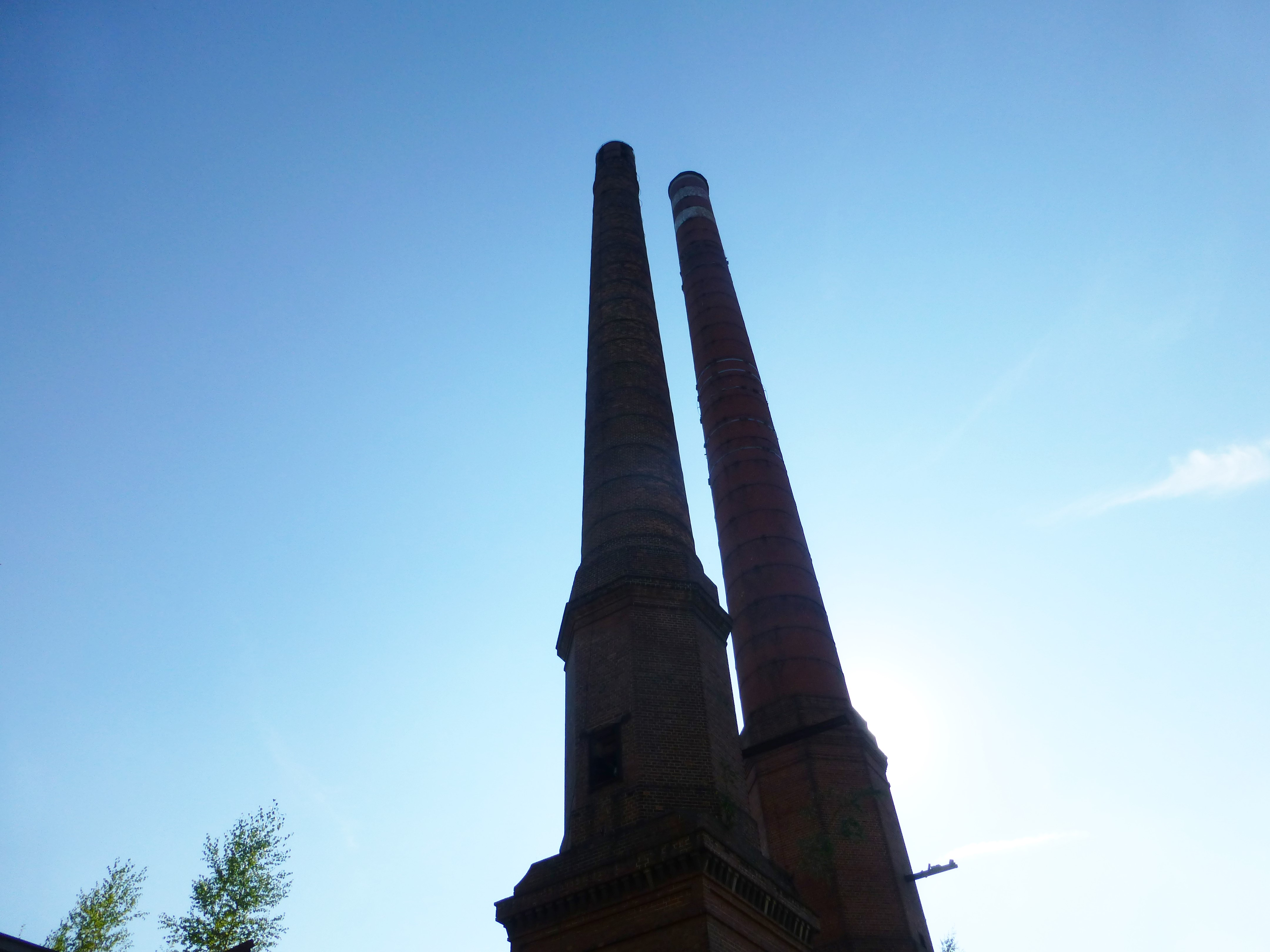
Kominy górujące nad fabrycznym kompleksem
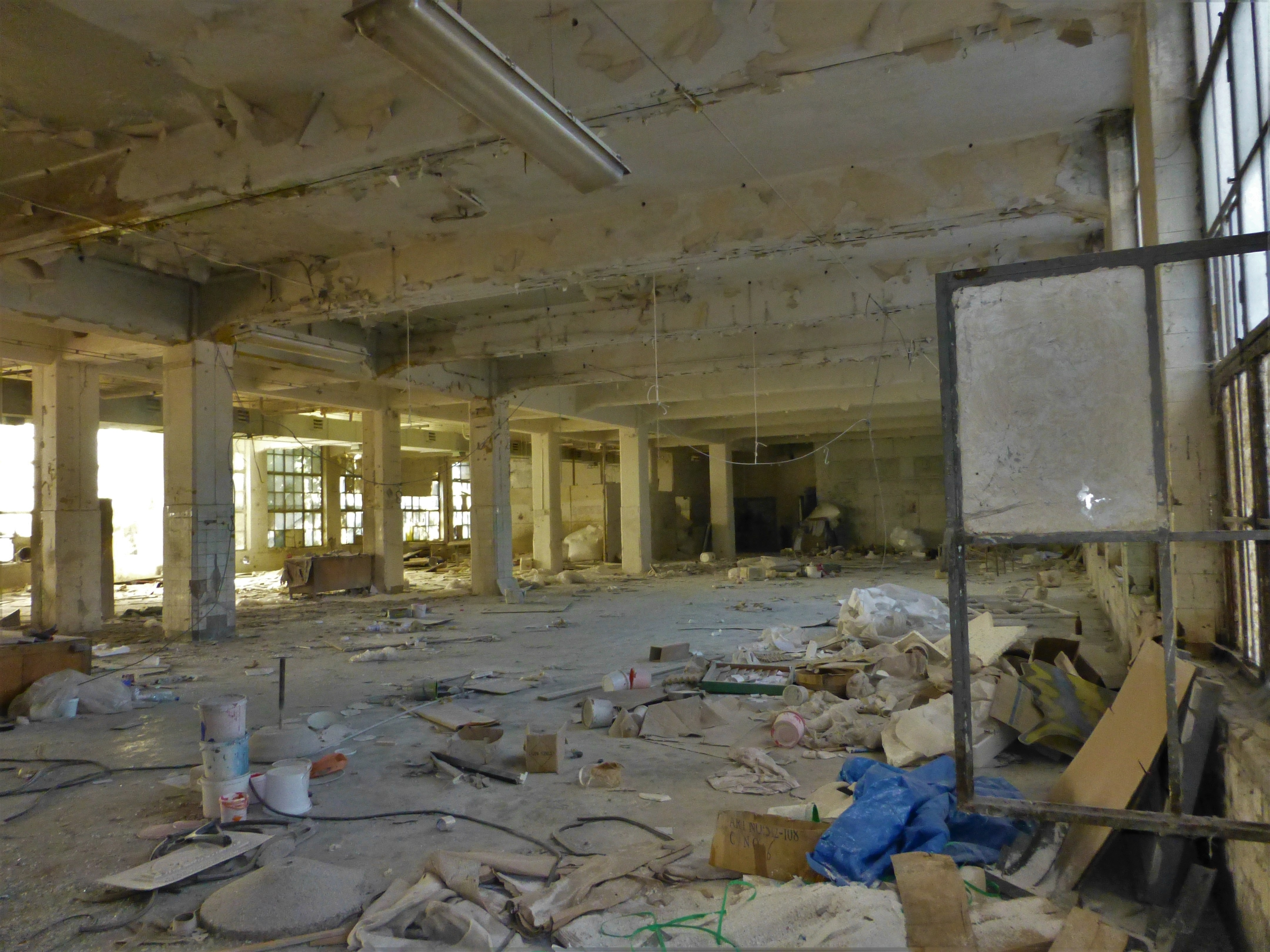
Wnętrze przędzalni lnu przed rozbiórką
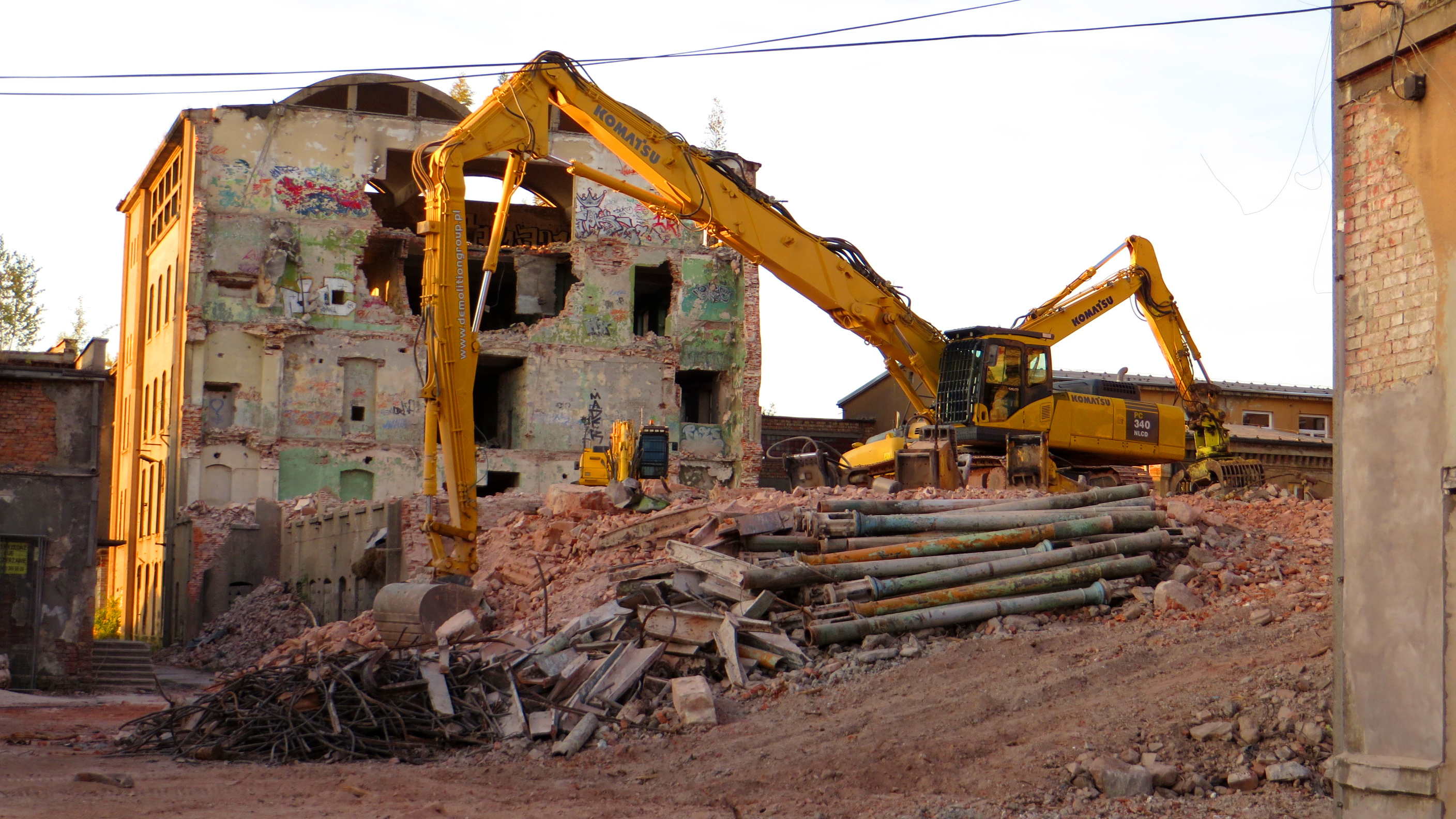
Wyburzanie zabudowań fabryki w 2016 roku.